# La Rabassa
La Rabassa ist ein Hochplateau in den Pyrenäen, umgeben von einem Waldgebiet. Es liegt im Süden des Fürstentums Andorra östlich der Kleinstadt Sant Julià de Lòria, der südlichsten Gemeinde Andorras.

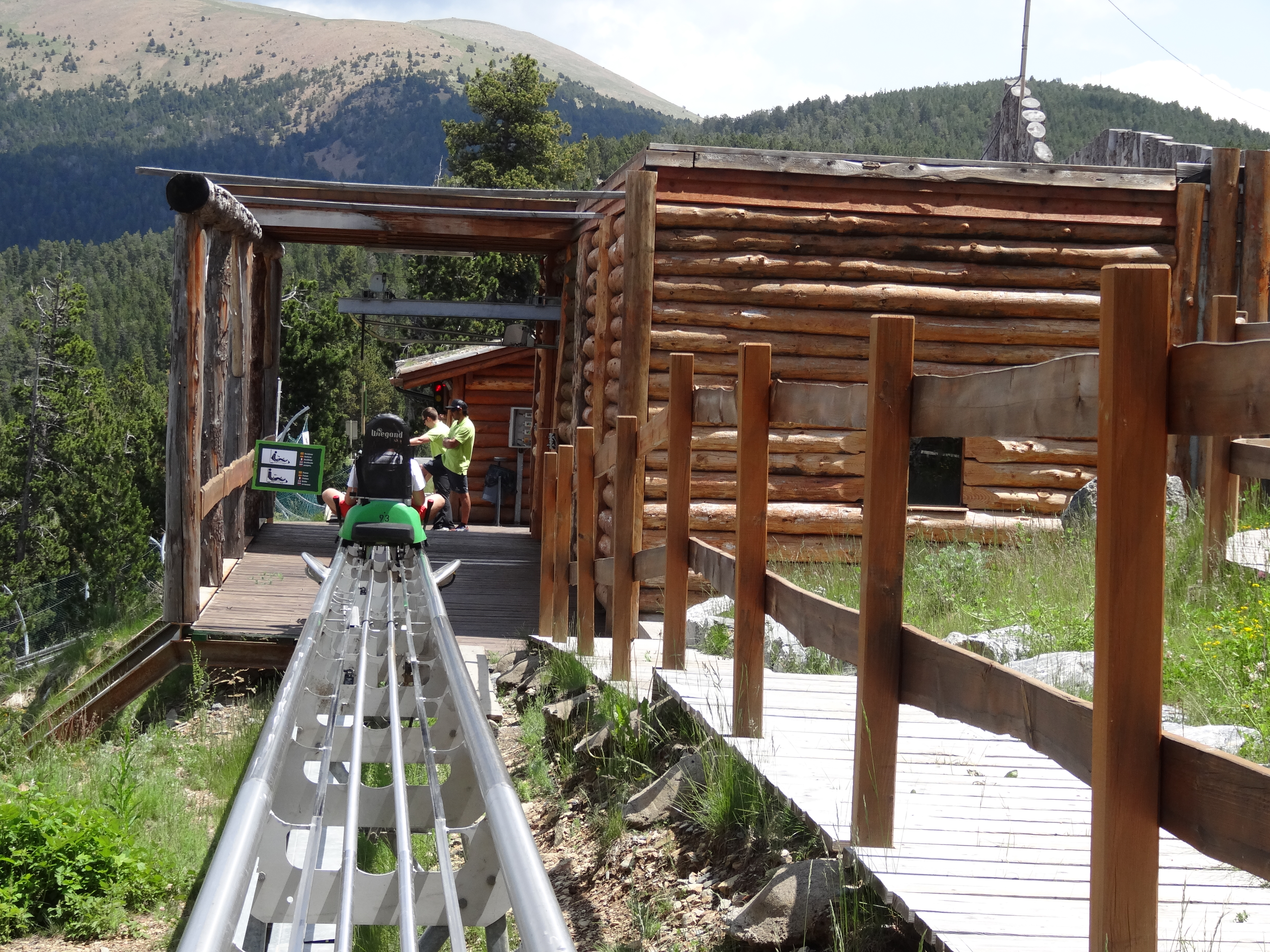
Die Tobotronc-Bahn inmitten der bewaldeten Berglandschaft von La Rabassa (2013).

Das landschaftlich reizvolle Gebiet in knapp 2000 m Höhe wird als Erholungsort und Freizeitpark genutzt. Im Erlebnispark Naturlandia befindet sich eine Allwetterrodelbahn namens Tobotronc.
Im Winter wird das Gebiet zusätzlich für den Skilanglauf genutzt. Hier gibt es dann ein ausgedehntes Loipennetz, das mit rund 15 km Länge etwa ein Drittel der Langlaufloipen in Andorra repräsentiert. Die dazugehörige Skistation ist auch im Sommer bewirtschaftet.
Der andorranische Amateurfunkverband URA hat hier eine Relaisfunkstelle im 2-Meter-Band (145 MHz) installiert.